# Vlădeni (Botoșani)
Vlădeni è un comune della Romania di 5 018 abitanti, ubicato nel distretto di Botoșani, nella regione storica della Moldavia.
Il comune è formato dall'unione di 5 villaggi: Brehuiești, Hrișcani, Huțani, Mândrești, Vlădeni.